# 진비 부찰씨
진비 부찰씨 (晉妃 富察氏, ? ~ 1822년)은 만주 양황기 기인, 건륭 임진진사, 광평부 자기주지주, 주사 덕극정액(德克精額)의 딸이자, 원래 희봉구역 전도 부광의 손녀이자, 이등백 보화전대 학사 마제의 증손녀이자, 청나라 초기 중신 미사한(효현순황후의 조부)의 현손녀이자 건륭제의 비이다.

## 생애
부찰씨는 건륭 53년부터 건륭 61년까지 알려진 어떤 연례 및 상여 기록에도 언급된 적이 없다. 《건청궁 위원경궁황후 귀비 등 인수를 위해 내무부당 명세》의 기록에 의하면, 가경 원녕 건청궁의 주위로, 비 4명, 빈 2명, 귀인 2명, 귀인 이하 44명이 있으며, 귀인 2명은 백귀인 백씨와 악귀인 서림각라씨로, 부찰씨에 관한 기록이 없다.
진귀인은 가경 3년 7월 9일, 맥안에 나타나 부친 덕극정액의 재직 기간과 경력을 결합했다. 이를 통해 가경 3년 부찰씨가 가경제 즉위 후, 처음 치러진 외팔기 수녀선발에서 내정의 주위로 지정되었는데, 팔순을 넘긴 건륭제의 후비로 정해졌다. 아버지 덕극정액은 아직 공업부 후보 주임사였으나, 부찰씨는 진귀인에 봉해졌고, 그 해 2월에 이미 입궁했다. 가경 4년 1월 23일, 진귀인을 포함한 건청궁의 주인은 태상황제의 승하로 서6궁에서 나와야했다.
도광제가 즉위하자 도광제는 "황조고종순황제의 후궁들 중 남아있는 사람은 진귀인 한사람이고, 의숭위호를 올려 신경례로 삼았다. 그녀를 두단계 올려 진비로 봉한다"라는 성지를 내리고, 부찰씨는 황조진태비로 진봉되었다. 진태비는 가경제의 남아있는 비(신비 유가씨일 가능성이 큼)와 함께 수강궁 구역에서 살았고, 진비는 수이소(壽二所)에서 살았다.
도광 2년 12월 8일 사시(巳時)에 진태비 부찰씨가 훙거하였다. 도광 3년 4월 26일, 부찰씨는 청동릉 유릉비원침에 묻혔고, 건륭제의 모든 후궁들 중, 마지막으로 유릉비원침에 묻혔다. 진비의 봉분은 다섯 번째 줄로 서쪽에서 동쪽으로 첫 번째 줄에 있다.